# Bhidea
Bhidea en un género de plantas herbáceas perteneciente a la familia de las poáceas. Es originario de la India.

## Etimología
El género fue nombrado en honor de R.K.Bhide, colector de la muestra tipo. 

## Especies
- Bhidea borii Deshp., V. Prakash & N.P. Singh
- Bhidea burnsiana Bor
- Bhidea fischeri Sreek. & B.V. Shetty